# پاتریس لیر
پاتریس لیر (انگلیسی: Patrice Lair؛ زادهٔ ۱۶ ژوئن ۱۹۶۱) بازیکن فوتبال اهل فرانسه است.